# Alfred Swineford
Alfred Peter Swineford, né le 14 septembre 1836 et mort le 26 octobre 1909, est un homme politique démocrate américain. Il est gouverneur du district de l'Alaska entre 1885 et 1889.

## Sources
- (en) Cet article est partiellement ou en totalité issu de l’article de Wikipédia en anglais intitulé « Alfred P. Swineford » (voir la liste des auteurs).